# Analytische Ultrazentrifugation

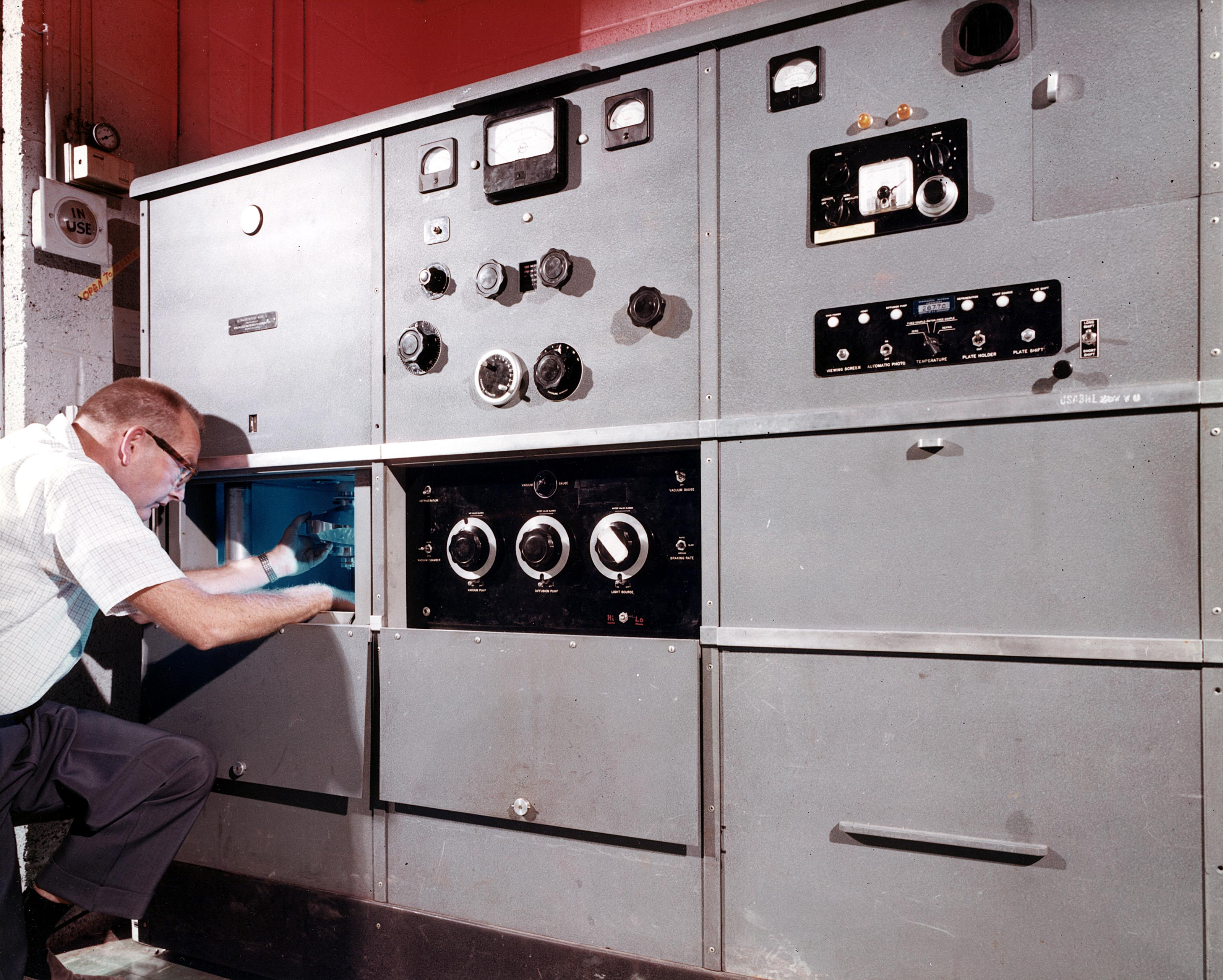
Historische Analytische Ultrazentrifuge (Model E)

Typischer zeitlicher Verlauf der Sedimentationsbanden, welche mittels eines Absorptionsdetektors im Rahmen eines Sedimentationsgeschindigkeits-experiment (SV) mit Bovine Serumalbumin bei 40 000 rpm und 20 °C vermessen wurden.

Die Analytische Ultrazentrifugation (AUZ) ist ein Analyse-Verfahren, welches die Bewegung und Position suspendierter Partikel in einem Zentrifugalfeld mittels optischer Messverfahren erfasst. Am häufigsten werden dabei Sedimentations- und Diffusionskoeffizienten bestimmt, wodurch Rückschlüsse auf Form, Größe, Dichte oder Masse der untersuchten Partikel oder Biomoleküle gezogen werden können. Maßgeblich wurde die Technik von The Svedberg entwickelt.

## Beschreibung
In einem Zentrifugalfeld wirken Zentrifugalkraft, Reibungskraft und Auftriebskraft auf Partikel. Diese Kräfte und damit die Sedimentationsgeschwindigkeit hängen von Größe, Form und Dichte der Partikel, sowie experimenteller Parameter wie der Drehzahl der Zentrifuge, Abstand zur Drehachse und Lösemitteleigenschaften ab. Darüber hinaus sind kleine Teilchen der Brownschen Bewegung unterworfen, was einen weiteren Einflussfaktor im Rahmen einer Messung darstellt. Der damit assoziierte Diffusionskoeffizient wird durch die Temperatur, das gewähltes Lösemittel, sowie Größe und Form des Partikels bestimmt.
Integraler Bestandteil des Verfahrens ist die Nutzung eines optischen Messverfahrens, welches die Erfassung der zeitlich und/oder räumlichen Verteilung der Partikel während der Zentrifugation ermöglicht. Ziel des Messverfahrens ist es dabei, die thermodynamischen und hydrodynamischen Phänomene so auszunutzen, dass Rückschlüsse auf oftmals verteilte Größen wie Form, Dichte, Größe/Masse oder auf das Assoziationsverhalten von DNA, Proteinen oder Nanopartikel gezogen werden können. Darüber hinaus können die erfassten optischen Eigenschaften an die ermittelten geometrischen Parameter gekoppelt werden.

## Aufbau
Bei einer analytischen Ultrazentrifuge handelt es sich um eine Ultrazentrifuge, welche so umgerüstet wurde,  dass die Probe während des Zentrifugiervorgangs im Vakuum weiter zugänglich für einen optischen Detektor ist. Hierfür werden spezielle Messzellen in einem speziellen Rotor verwendet. Die Messzellen bestehen typischerweise aus sektorförmigen Probenbehältern, die durch optisch durchlässige Glasfenster abgeschlossen werden. Die verwendeten optischen Detektoren basieren auf Prinzipien, welche die Assoziation des Messsignals mit der Konzentration der untersuchten Spezies erlauben (z. B. Lambert-Beer’sches Gesetz). Kommerziell erhältlich sind aktuell Absorptions- und Interferenzdetektoren.
Eigenentwicklungen der Anwender in Wissenschaft und Industrie umfassen auch Detektoren basierend auf Schlierenoptik und Fluoreszenz.

## Theoretische Beschreibung

### Sedimentation
Der Sedimentationskoeffizient beschreibt das Verhältnis aus Sedimentationsgeschwindigkeit und genutzter Zentrifugalbeschleunigung:
{\displaystyle s={\frac {v}{\omega ^{2}r}}={\frac {m(1-{\frac {\rho _{s}}{\rho _{p}}})}{f}}}
Die einzelnen Formelzeichen stehen für folgende Größen:
- {\displaystyle v} – Sedimentationsgeschwindigkeit (positive Werte entsprechen Sedimentation, negative Werte entsprechen Flotation)
- {\displaystyle r} – Abstand des Partikels zur Drehachse/Rotorachse
- {\displaystyle \omega } – Winkelgeschwindigkeit
- {\displaystyle m} – Masse des Partikels
- {\displaystyle \rho _{p}} – Dichte des Partikels
- {\displaystyle \rho _{s}} – Dichte des Lösemittels
- {\displaystyle f} – Reibungsfaktor nach dem Stoke'schen Gesetz.

Dies bedeutet, dass der Sedimentationskoeffizient im Fall idealer Sedimentation nur von Material- und Lösemittelparameter und nicht von der radialen Position und der Drehzahl der Zentrifuge abhängt. Für Teilchen, welche vernachlässigbare Brown’sche Bewegung zeigen, kann aus dem Sedimentationskoeffizienten eine Bewegungsbahn für bekannte Anfangsbedingungen und Winkelgeschwindigkeit berechnet werden. Dazu komplementär kann {\displaystyle s} aus der Partikelbahn und dem Zentrifugalfeld bestimmt werden.
Werden Partikel unterschiedlicher Sedimentationskoeffizienten in einem Experiment vermessen, so kommt es zu einer Verbreiterung der Sedimentationsbanden.

### Diffusion
Neben den auftretenden deterministischen Kräften sind die Teilchen innerhalb eines AUZ-Experiments auch der unregelmäßigen Brown’sche Bewegung unterworfen. Diese mikroskopische Bewegungen führen in der Konsequenz zu einem makroskopischen netto Teilchenstrom {\displaystyle {\vec {J}}} entgegen einem Konzentrationsgradienten gemäß dem Fick'schem Gesetz mit Diffusionskoeffizient {\displaystyle D} und Partikelkonzentration {\displaystyle c}:
{\displaystyle {\vec {J}}=-D{\vec {\nabla }}c}
Dabei kann der Diffusionskoeffizient gemäß der Einstein-Smoluchowski-Beziehung aufgefasst werden als:
{\displaystyle D={\frac {k_{B}T}{f}}}
Dabei beschreibt {\displaystyle T} die absolute Temperatur und {\displaystyle k_{B}} die Boltzmann-Konstante. Der Diffusionskoeffizient hängt somit von Größe und Form ab. In einem AUZ-Experiment kommt es demnach bei sedimentierenden Partikeln zu einem Teilchenstrom entgegen der Sedimentationsrichtung, was wiederum zu einer Verbreiterung der Sedimentationsbanden führt.

### Lamm-Gleichung
Um nun ein Gesamtsystem an Partikel in einem Zentrifugalfeld zu betrachten, muss von der mikroskopischen Betrachtung der Partikelbahn auf eine makroskopische Betrachtung analog zum dfiffusionsgetriebenen Teilchenstrom übergegangen werden. Unter Ausnutzung zylindrischer Koordinaten und der Kontinuitätsgleichung kann die nach Ole Lamm, einem Doktoranden von The Svedberg, benannte Gleichung für eine einzelne Spezies aufgestellt werden:
{\displaystyle {\frac {\partial c}{\partial t}}=D\left[\left({\frac {\partial ^{2}c}{\partial r^{2}}}\right)+{\frac {1}{r}}\left({\frac {\partial c}{\partial r}}\right)\right]-s\omega ^{2}\left[r\left({\frac {\partial c}{\partial r}}\right)+2c\right]}
Dabei bezeichnet {\displaystyle t} die Zeit.
Die numerischen Lösungen dieser Differentialgleichung erlauben es somit zeit- und ortsabhängige Sedimentation- und Diffusionsvorgänge in einer sektorförmigen Messzelle zu beschreiben und somit auch Messdaten hinsichtlich {\displaystyle s} und {\displaystyle D} zu analysieren. Dies beinhaltet auch die Möglichkeit Verbreiterungsmechanismen der Sedimentationsbanden (Diffusion und Superposition der Sedimentationsbanden verschiedener Spezies z. B. durch Polydispersität der Partikelgrößenverteilung) in der Analyse unterscheiden zu können.

### Svedberg-Gleichung
Da {\displaystyle s} und {\displaystyle {\ce {D}}} beide von Größe und Form des untersuchten Partikels abhängen, kann ein unbekannter Parameter durch Kombination beider Koeffizienten eliminiert werden. Die durch Ersetzung von {\displaystyle f} erhaltenen Gleichung ist nach The Svedberg benannt:
{\displaystyle M={\frac {s\cdot N_{A}k_{B}T}{D\cdot (1-{\frac {\rho _{s}}{\rho _{p}}})}}}
Dabei bezeichnet {\displaystyle M} die molare Masse und {\displaystyle N_{A}} die Avogadro-Konstante. Durch Kenntnis von {\displaystyle s} und {\displaystyle {\ce {D}}} und der entsprechenden Dichte (oft wird auch die Ersetzung {\displaystyle {\frac {1}{\rho _{p}}}={\bar {\nu }}} mit dem partiellen spezifischen Volumen {\displaystyle {\bar {\nu }}} vorgenommen) eines z. B. Proteins ist es somit möglich die molare Masse unabhängig von der Form zu bestimmen.

## Messmethoden
Im Laufe der Geschichte der AUZ wurden eine Vielzahl spezieller Messmodi entwickelt. Die wichtigsten Grundtypen umfassen das Sedimentationsgeschwindigkeitsexperiment (SV) und das Sedimentationsgleichgewichtsexperiment (SE). Beide Experimente werden typischerweise mit einer homogenen Konzentrationsverteilung der sich in der Messzelle befindlichen und zu untersuchenden Teilchen gestartet. Während im SE eine statische Konzentrationsverteilung innerhalb der Messzelle vermessen wird, löst man im SV die Sedimentations- und oftmals auch die Diffusionsdynamik auf.

### Sedimentationsgleichgewichtsexperiment (SE)
Im SE wird weder {\displaystyle s} noch {\displaystyle D} direkt bestimmt. Bei vergleichsweise niedrigen Drehzahlen wird das Gleichgewicht zwischen diffusionsgetriebenem und sedimentationsgetriebenem Teilchenstrom abgewartet. Da dieses Gleichgewicht in jeder Radiusposition besteht, ergibt sich eine statische Konzentrationsverteilung innerhalb der Messzelle. Aus dieser exponentiellen Konzentrationsverteilung kann mittels der Svedberg-Gleichung und unter Kenntnis der Partikeldichte die molare Masse bestimmt werden. Tritt Wechselwirkung zwischen den Teilchen auf so kann ebenfalls der zweite Virialkoeffizient bestimmt werden. Hierfür sind jedoch typischerweise mehrere Messungen bei unterschiedlichen Drehzahlen und Ausgangskonzentrationen notwendig. Das Sedimentationsgleichgewicht stellt, bei ausreichender Messzeit, den Endpunkt jedes Sedimentationgeschwindigkeitsexperiments dar.
Eine Sonderform des SE stellt die Nutzung eines Lösemittelsdichtegradienten dar. Dabei kann die Dichte der Teilchen bestimmt werden.

### Sedimentationsgeschwindigkeitsexperiment (SV)
Im SV (englisch: sedimentation velocity) wird die radiale und zeitliche Veränderung der Partikelkonzentration ab Beginn des Experiments verfolgt. Aus diesen Daten können mittels der der numerischen Lösungen der Lamm-Gleichung Verteilungen von {\displaystyle s} und {\displaystyle D} ermittelt werden, welche in Partikelgrößenverteilungen umgerechnet werden können. Üblicherweise wird SV gegenüber SE bevorzugt, da dieses dem SE typischerweise im Informationsgehalt überlegen ist. Dies liegt daran, dass {\displaystyle s} und {\displaystyle D} getrennt voneinander analysiert werden können. Zudem können Partikel unterschiedlicher Sedimentationseigenschaften in der Analyse eines SV-Datensatzes besser voneinander separiert werden, sodass auch polydisperse Partikelgrößenverteilungen ermittelt werden können. Für kugelförmige Partikel ist die Umrechnung des Sedimentations- oder Diffusionskoeffizienten in eine Partikelgröße direkt mittels der Definition von {\displaystyle s} und {\displaystyle D} möglich. Bei formanisotropen Teilchen kann auf die Nutzung von Äquivalentdurchmessern zurückgegriffen werden.
Bei einer Sonderform des SV wird die zeitliche Änderung der Partikelkonzentration an einer fixen Radiusposition verfolgt, dies ermöglicht die Erfassung sehr breiter Partikelgrößenverteilungen, wobei dann auf die Auflösung der Diffusionseigenschaften verzichtet werden muss.